# Marquises-szigeteki szalangána
A marquises-szigeteki szalangána (Aerodramus ocistus) a madarak (Aves) osztályának sarlósfecske-alakúak (Apodiformes) rendjébe, ezen belül a  sarlósfecskefélék (Apodidae) családjába tartozó faj.
Magyar neve forrással nincs megerősítve.

## Rendszerezése
A fajt Harry Church Oberholser amerikai ornitológus írta le 1906-ban, a Collocalia nembe Collocalia ocista néven.

## Alfajai
- Aerodramus ocistus gilliardi (S. Somadikarta, 1994)
- Aerodramus ocistus ocistus (Oberholser, 1906)[2]

## Előfordulása
Csendes-óceán délkeleti részén, Francia Polinéziához tartozó Marquises-szigetek területén honos.

## Természetvédelmi helyzete
Az elterjedési területe kicsi. A Természetvédelmi Világszövetség Vörös listáján nem szerepel.